# Филомаха
Филомаха је у грчкој митологији била једна од Ниобида.

## Митологија
Према Аполодору, била је једна од Ниобида, кћерка Амфиона и Ниобе, али се помиње и као могућа супруга Пелије, краља Јолка, са којим је имала сина Акаста и кћерке Пелијаде.